# Gryon pappi
Gryon pappi är en stekelart som beskrevs av G. Mineo 1983. Gryon pappi ingår i släktet Gryon och familjen Scelionidae. Inga underarter finns listade i Catalogue of Life.